# Schönberg (Herzogtum Lauenburg járás)
Schönberg település Németországban, Schleswig-Holstein tartományban. Lakosainak száma 1434 fő (2023. december 31.). Schönberg Linau és Wentorf (Amt Sandesneben) községekkel határos.

## Népesség
A település népességének változása:
| Lakosok száma | 893  | 1360 | 1361 | 1444 | 1450 | 1434 |
|               | 1975 | 2017 | 2019 | 2021 | 2022 | 2023 |